# Andriantefison Razafiniparany
Andriantefison Honoré Razafiniparany est un géologue de Madagascar.
Auteur d'une thèse soutenue à l'université de Clermont-Ferrand en 1969 sous le titre Les charnockites du socle précambrien de Madagascar, il est nommé professeur à l'université Charles de Gaulle, désormais connue sous le nom d'université d'Antanarivo et y met en place en 1978 le diplôme d'études approfondies de la faculté des sciences qui marque le début des recherches réalisées par des étudiants malgaches en collaboration avec des universités du Nord.